# Station Omi-Shiotsu
Station Ōmi-Shiotsu (近江塩津駅, Ōmi-Shiotsu-eki) is een spoorwegstation in de Japanse stad Nagahama. Het wordt aangedaan door de Kosei-lijn en de Hokuriku-lijn. Het station heeft vier sporen, gelegen aan een twee eilandperrons. Het is daarnaast de officiële eindhalte van de Kosei-lijn. 

## Treindienst

### JR West
| 1 | ■ Kosei-lijn                 | richting Ōmi-Imazu en Kioto                                                        |
| 2 | ■ Kosei-lijn ■ Hokuriku-lijn | richting Ōmi-Imazu en Kioto richting Tsuruga en Fukui (komend vanaf de Kosei-lijn) |
| 3 | ■ Hokuriku-lijn              | richting richting Tsuruga en Fukui                                                 |
| 4 | ■ Hokuriku-lijn              | richting richting Nagahama en Maibara                                              |

## Geschiedenis
Het station werd in 1957 geopend.  

## Stationsomgeving
Het station bevindt zich in een ruraal gebied. Het wordt dan ook hoofdzakelijk als overstapstation gebruikt.  
- Autoweg 8

(Kioto) · Yamashina · Ōtsukyō · Karasaki · Hieizan Sakamoto · Ogoto-onsen · Katata · Ono · Wani · Hōrai · Shiga · Hira · Ōmi-Maiko · Kita-Komatsu · Ōmi-Takashima · Adogawa · Shin-Asahi · Ōmi-Imazu · Ōmi-Nakashō · Makino · Nagahara · Ōmi-Shiotsu (>> Hokuriku-lijn)